# Kinh tế Gruzia
Kinh tế Gruzia là nền kinh tế nhỏ, đang chuyển đổi với GDP tính theo sức mua tương đương là 17,79 tỉ USD. Năm 2006 tốc độ tăng trưởng GDP thực tế của Gruzia đã đạt 8,8%. Gruzia là quốc gia thành viên của Ngân hàng Phát triển châu Á.
Nền kinh tế Gruzia có truyền thống về du lịch và nông nghiệp, gồm trồng quýt, trà và nho. Các ngành công nghiệp chính của nước này là khai thác manganese và đồng; sản xuất rượu vang, kim loại, máy móc, hóa chất và dẹt sợi.
Trong hầu hết thế kỷ 20, kinh tế Gruzia đi theo mô hình nền kinh tế chỉ huy Xô viết. Từ khi Liên bang Xô viết sụp đổ năm 1991, Gruzia đã bắt đầu tiến hành một cuộc cải cách cơ cấu lớn với mục tiêu chuyển tiếp sang một nền kinh tế thị trường tự do. Tuy nhiên, tương tự như các nước cộng hòa hậu Xô viết khác, Gruzia đã phải đối mặt với tình trạng sụp đổ kinh tế nghiêm trọng.
Sự hỗ trợ tài chính đầu tiên của phương Tây cho nước này diễn ra năm 1995, khi Ngân hàng Thế giới và Quỹ Tiền tệ Quốc tế trao cho Gruzia khoản vay 206 triệu USD và Đức cho nước này vay 50 triệu DM. Đây là các nguồn tài chính đáng kể giúp phát triển về kinh tế cho đất nước. Đầu thập niên 2000, kinh tế nước này đã có một bước phát triển mới. Năm 2006 GDP đã đạt 8.8%, nền kinh tế đã được nâng cao sức cạnh tranh, trong vòng một năm nước này đã cải thiện vị trí từ 112 lên 37 về sự thuận tiện trong kinh doanh.
Gruzia có tỷ lệ thất nghiệp cao 12,6%, GDP bình quân đầu người đạt 3.900 USD (thuộc nhóm các quốc gia có thu nhập trung bình cao theo cách xếp hạng của Ngân hàng Thế giới).
[[